# Manchot à jugulaire
Pygoscelis antarcticus
Pour les articles homonymes, voir Manchot.
Espèce
Statut de conservation UICN

 LC  : Préoccupation mineure
Le Manchot à jugulaire (Pygoscelis antarcticus) est en effectif, la deuxième plus importante espèce de manchots après le gorfou doré (Eudyptes chrysolophus). On en dénombre 7 500 000 couples, dont 5 000 000 habiteraient les îles Sandwich du Sud. Son nom lui a été donné en raison de la ligne noire qui parcourt son menton. Il ressemble au Manchot Adélie.

## Description

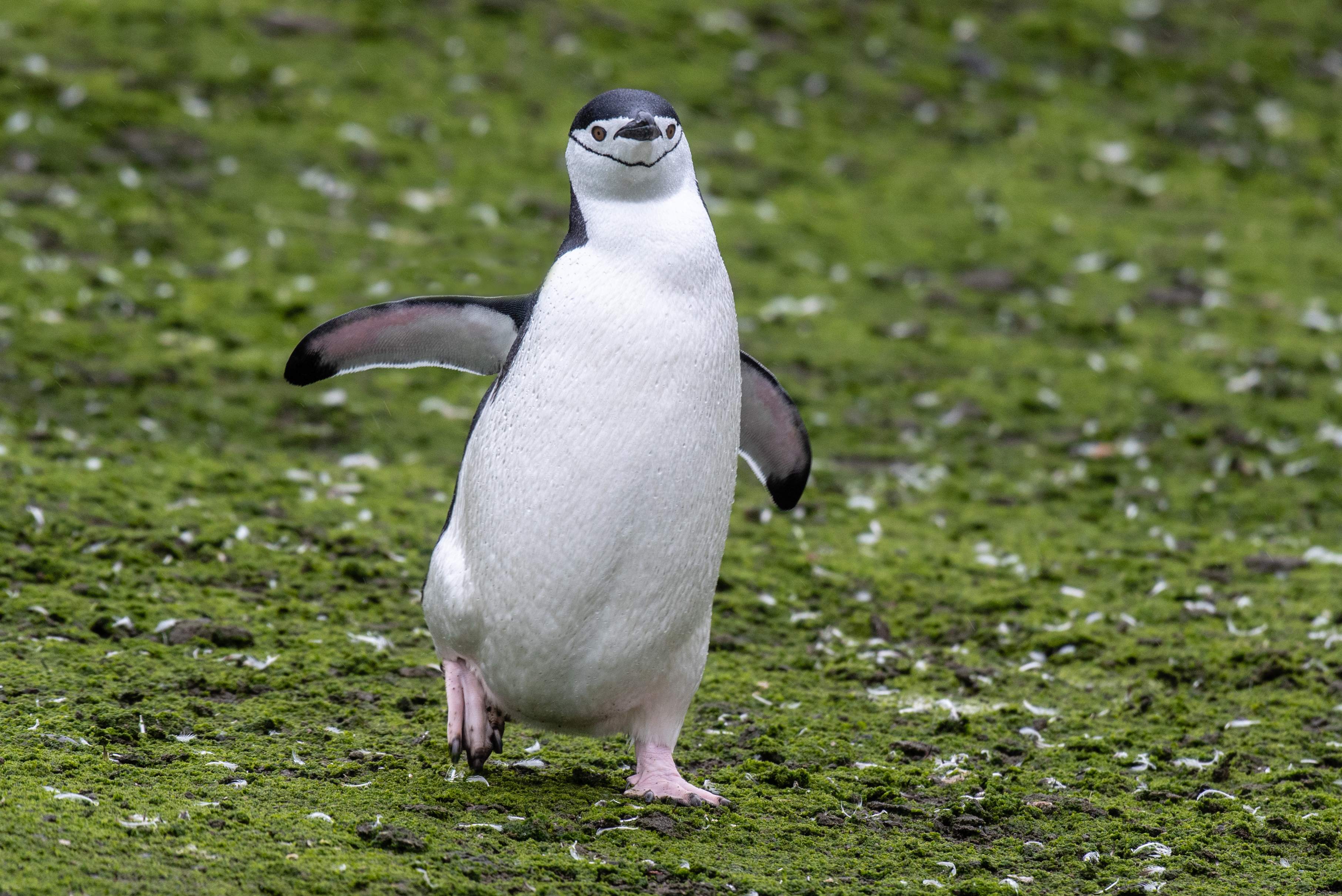
Un manchot à jugulaire près des îles Aitcho dans les Shetland.

Le manchot à jugulaire adulte mesure de 65  à   80 cm et pèse environ 4 kg, poids variant pour atteindre un maximum avant la mue et un minimum juste avant d'élever les petits. Il peut plonger jusqu'à 180 mètres de profondeur.

## Distribution et habitat
Ils vivent principalement en Antarctique et les îles Shetland du Sud, dans l'archipel des Orcades du Sud. On les trouve en Géorgie du Sud et îles Sandwich du Sud sur l'île Zavodovski où se trouve la plus grande colonie au monde, mais aussi sur les îles Balleny, Bouvet et île Pierre Ier.

## Comportement
Comme tous les manchots, les manchots à jugulaire ne se nourrissent qu'en mer. Ils pêchent en majorité du krill, et quelques petits poissons. Ils peuvent plonger à plus de 180 mètres sous l'eau et y rester une vingtaine de minutes sans respirer. Ils font des bonds hors de l'eau pouvant aller jusqu'à 2 mètres de hauteur. 

Ce sont des animaux agressifs et bruyants (au point qu'ils sont surnommés stonebreaker en anglais, soit casseur de roches en raison de leur cri). Ils ne s'entendent pas très bien avec le manchot Adélie, dont ils partagent l'habitat, car ils ont l'habitude de leur prendre leurs nids. Ils sont en outre assez audacieux et peuvent aller jusqu'à se battre avec d'autres manchots.

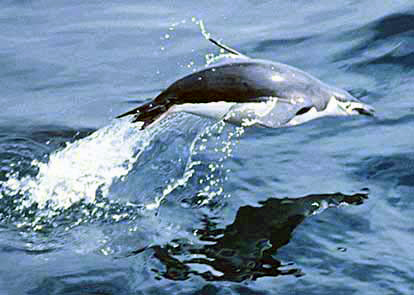
Manchot à jugulaire pêchant du krill.

### Sommeil
Les manchots à jugulaire font plus de 10 000 microsiestes par jour, chacune durant en moyenne 4 secondes. Le sommeil peut être à la fois un sommeil lent bihémisphérique et unihémisphérique. Les manchots cumulent plus de 11 heures de sommeil par jour pour chaque hémisphère,.

## Reproduction

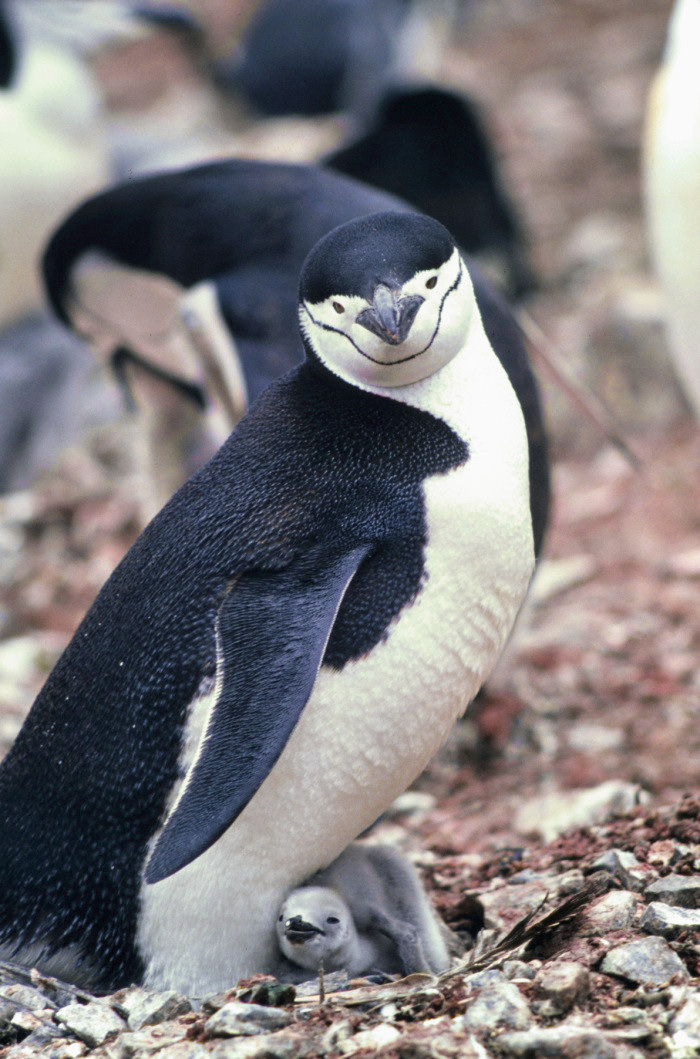
Manchot à jugulaire et son petit.

La reproduction des manchots à jugulaire est similaire à celles des manchots papous. Leur nid se compose simplement d'un cercle de cailloux et de galets disposés sur une zone exempte de neige et de glace. À la fin du mois de novembre de grandes colonies de plusieurs milliers d'individus se forment. La ponte s'effectue aux mois de novembre et de décembre. Elle comprend généralement deux œufs : la femelle pond, puis va en mer se nourrir tandis que le mâle garde les œufs. Les parents alterneront alors, sur des périodes de 5  à   10 jours, la garde des œufs : pendant cette période, ils gardent les œufs hors du contact du sol, et ne se nourrissent pas. Lorsqu'ils ne gardent pas l'œuf, ils restent en mer pour se nourrir.
Lorsque les petits naissent, ils ont un duvet gris. Ils restent dans le nid pendant 20  à   30 jours, pour ensuite rejoindre une crèche, c'est-à-dire un rassemblement de petits sous la garde d'un ou deux adultes, qui ne sont pas forcément leurs parents : l'attitude sociale des manchots est très développée. Lorsqu'ils ont 2 mois, ils muent et acquièrent leur plumage adulte : ils entrent alors dans l'eau et doivent se nourrir seuls.